# 강상구
강상구는 대한민국의 TV조선 보도본부 사회차장부이다.

## 학력
- 경기고등학교
- 연세대학교 불어불문학과

## 경력
- 1997년 1월 ~ 2011년 8월 : MBN 기자
- MBN 정당팀 팀장
- MBN 정치부 차장
- 2011년 9월 : TV조선 정치부 기자
- TV조선 정치부 차장
- 2017년 6월 : TV조선 보도본부 사회부 부장
- TV조선 보도본부 정치부 부장
- TV조선 보도본부 편집1부 부장
- TV조선 보도본부 디지털뉴스부 부장

## 진행

### TV
- 《강상구의 감언이설》
- 《윤여준의 정치 차차차》
- 《강상구의 강펀치》